# Jean-Paul Belmondo
Jean-Paul Belmondo (Neuilly-sur-Seine, Isla de Francia, 9 de abril de 1933-París, 6 de septiembre de 2021) fue un actor francés de cine y de teatro. Su participación en la película À bout de souffle (1960) de Jean-Luc Godard, lo convirtió en una de las principales figuras del movimiento cultural francés conocido como la nouvelle vague. Ganador del Premio César 1989 al mejor actor por el filme El imperio del león (1988), premio que rechazó. Fue condecorado en 2007 con la Legión de Honor en el grado de Comandante.
Considerado como uno de los mejores actores de la historia del cine francés, la popularidad de Jean-Paul Belmondo como actor, se debe principalmente a las personalidades de los personajes que interpretó en sus películas, poniendo en valor al hombre viril, luchador, pero también valiente y heroico, que complace a una amplia audiencia en Francia, sino también en el extranjero.

## Biografía
Nacido en 1933 en Neuilly-sur-Seine, en la periferia burguesa de París, Belmondo era hijo de artistas: un escultor parisino, de origen italiano, Paul Belmondo (1898-1982) y la pintora Madeline Rainaud-Richard que solía tomarlo como modelo para sus lienzos, tuvo dos hermanos, Alain Belmondo, productor de cine, y Muriel Belmondo, bailarina profesional.
Mal alumno, aficionado al fútbol y boxeador amateur durante su juventud, Belmondo quería ser actor desde adolescente, y por ello fue a una escuela privada de interpretación. Rechazado por el Conservatorio de Arte Dramático de París en tres ocasiones, cuando por fin entró en 1952 se convirtió en uno de sus alumnos más carismáticos.

## Trayectoria
Después de algunas participaciones en obras de teatro debutó en el cine en la película À pied, à cheval et en voiture (1957), pero casi todas sus escenas fueron eliminadas durante el montaje. Sin embargo, en 1959, el director Jean-Luc Godard le dio el papel principal en su película À bout de souffle (1960), que llegó a ser un clásico del cine francés, lanzándolo a la fama.
Aficionado al fútbol y al boxeo en su juventud, logró un físico atlético y una nariz quebrada, que le darían ventajas en su carrera cinematográfica. Explotó inteligentemente su aspecto, y el mote de el hombre más feo del cine francés, pero a la vez muy seductor. Hizo gran amistad con Alain Delon, y siguió su ejemplo al fundar su propia empresa productora.
Pronto orientó su carrera como actor en películas de acción y humor, donde realizaba personalmente las escenas de riesgo. Con L'Homme de Rio (1965) su carrera se orienta hacia un cine más comercial, principalmente comedias y películas de acción. Rodó bajo la dirección de grandes directores franceses, como Alain Resnais, Louis Malle, Philippe de Broca, Henri Verneuil, Jean-Luc Godard, Claude Chabrol, François Truffaut, Claude Sautet, Jean-Pierre Melville, Claude Lelouch, Jean- Paul Rappeneau, Georges Lautner, Gérard Oury, como así también con directores de otros países como Vittorio De Sica, Mauro Bolognini o Peter Brook. Muchas de sus películas se han convertido en clásicos del cine francés, como Breathless (1960), Léon Morin, prêtre (1961), Un singe en hiver (1962), L'Homme de Rio (1964), One Hundred Thousand Dollars au soleil (1964), Borsalino (1970), Le Professionnel (1981) o Hold-up (1985). En el filme Pierrot le fou, Jean-Luc Godard hizo que Belmondo, leyera «L'histoire de l'art» de Élie Faure, mientras tomaba un baño.
No sólo fue distinguido con la Orden de la Legión de Honor por el presidente de la República, sino que también fue presidente del Sindicato de Actores en los 60. El Festival de Cannes le rindió tributo otorgándole una Palma de Oro honorífica.

## Últimos años y muerte
En los últimos años sufrió accidentes que lo sometieron a cirugías de las que no sanaría completamente. La mañana del 6 de septiembre de 2021 Jean-Paul Belmondo murió a los 88 años en su casa del número 39, del Quai d'Orsay en el 7° distrito de París. Allí vivió durante unos años, después de haber vivido en una mansión en el 9, rue des Saints-Peres en el 6º distrito de París. Su abogado, Michel Godest, quien anunció la noticia emitiendo un comunicado de prensa a la Agence France-Presse, dijo: «Hacía tiempo que estaba muy cansado. Murió tranquilamente». Al día siguiente, Michel Godest anuncia que el funeral de Jean-Paul Belmondo tendrá lugar el 10 de septiembre a las 11 horas, en la iglesia de Saint-Germain-des-Prés. A nivel de las autoridades políticas, se le rindió un homenaje nacional el día anterior en Los Inválidos, donde el presidente Macron clausuró una ceremonia de despedida con todos los honores, en la que estuvieron presentes la familia del célebre actor, colegas de profesión, figuras políticas y centenares de admiradores. Entre el público asistente se hallaban estrellas actuales del cine francés como Jean Dujardin.
La entrada del ataúd al recinto, cubierto con la bandera francesa, bajo un sol reluciente y el redoble de los tambores militares, suscitó emoción entre la familia del actor. El presidente francés, un confeso amante de las artes escénicas, consideró que perder a Belmondo significó “no solo perder a un gran actor”, sino “una parte de la vida" de los franceses. Tras la ceremonia estuvo previsto que pudieran desfilar ante el féretro todos aquellos que lo deseasen.

## Filmografía[17]

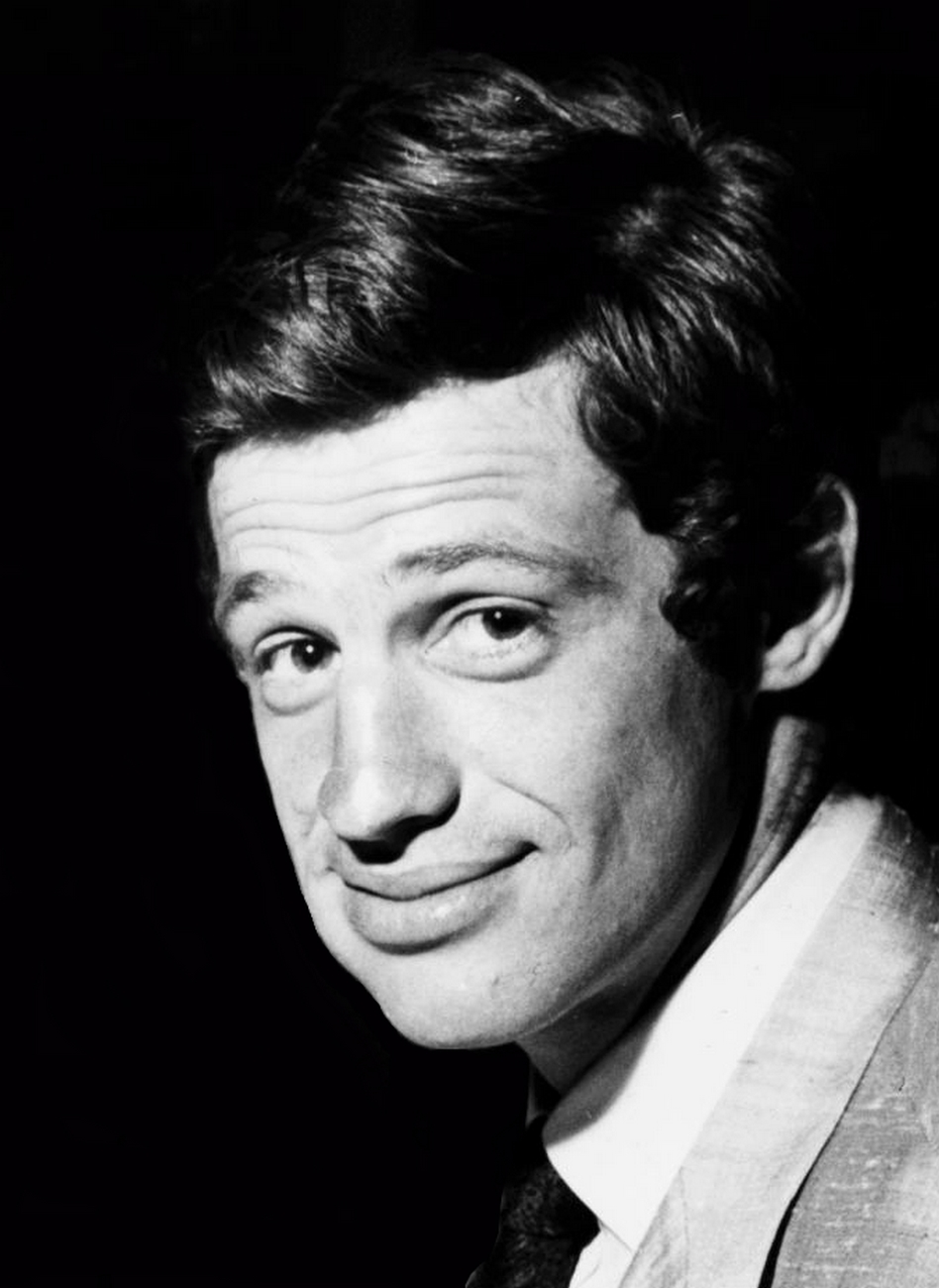
Jean-Paul Belmondo (1960)

- 1956: Molière, de Norbert Tildian.
- 1956. Dimanche nous volerons
- 1957: A pie, a caballo y en coche (À pied, à cheval et en voiture), de Maurice Delbez.
- 1957: Les copains du dimanche, de Henri Aisner.
- 1958: Un domingo maravilloso (Un drôle de dimanche), de Marc Allégret.
- 1958: Una rubia peligrosa (Sois belle et tais-toi), de Marc Allégret.
- 1958: Los tramposos (Les tricheurs), de Marcel Carné.
- 1958: Charlotte et son Jules.Jean-Luc Godard..
- 1959: Mademoiselle Ange, de Géza von Radványi.
- 1959: À double tour, de Claude Chabrol.
- 1959: À bout de souffle, de Jean-Luc Godard.
- 1960: Moderato cantabile, de Peter Brook.
- 1960: Dos mujeres, de Vittorio De Sica.
- 1960: Classe tous risques, de Claude Sautet.
- 1961: La viaccia, de Mauro Bolognini.
- 1961: Una mujer es una mujer (Une femme est une femme), de Jean-Luc Godard.
- 1961: Léon Morin, prêtre, de Jean-Pierre Melville.
- 1962: Cartouche, de Philippe de Broca.
- 1962: Un singe en hiver, de Henri Verneuil.
- 1963: El guardaespaldas, de Jean-Pierre Melville.
- 1964: L'homme de Rio, de Philippe de Broca.
- 1964: Cent mille dollars au soleil, de Henri Verneuil.
- 1964: A escape libre, de Jean Becker.
- 1964: Fin de semana en Dunkerke (Week-end à Zuydcoote), de Henri Verneuil.
- 1964: La chasse à l'homme, de Édouard Molinaro.
- 1965: Par un beau matin d'été, de Jacques Deray.
- 1965: Pierrot le fou de Jean-Luc Godard.
- 1965: Les tribulations d'un chinois en Chine, de Philippe de Broca.
- 1966: ¿Arde París?, de René Clément.
- 1966: Tendre voyou (Simpático y sinverguenza), de Jean Becker.
- 1967: Casino Royale, de Val Guest, Ken Hughes, John Huston, Joseph McGrath y Robert Parrish.
- 1967: Le voleur, de Louis Malle.
- 1968: Ho !, de Robert Enrico.
- 1969: Le cerveau (El cerebro), de Gérard Oury.
- 1969: La sirena del Mississippi, de François Truffaut.
- 1969: Un homme qui me plaît, de Claude Lelouch.
- 1970: Borsalino, de Jacques Deray.
- 1971: Les Mariés de l'an II, de Jean-Paul Rappeneau.
- 1971: Le casse (El furor de la codicia), de Henri Verneuil.
- 1972: Docteur Popaul (Doctor Casanova), de Claude Chabrol.
- 1972: La Scoumoune (El clan de los marselleses), de José Giovanni.
- 1973: L'héritier (El heredero), de Philippe Labro.
- 1973: Le magnifique, de Philippe de Broca.
- 1974: Stavisky, de Alain Resnais.
- 1975: Peur sur la ville (Pánico en la ciudad), de Henri Verneuil.
- 1975: L'incorrigible (El incorregible), de Philippe de Broca.
- 1976: L'alpagueur (El cazador de hombres), de Philippe Labro.
- 1976: Le corps de mon ennemi, de Henri Verneuil.
- 1977: L'animal (El animal), de Claude Zidi.
- 1979: Flic ou voyou (Yo impongo mi ley a sangre y fuego), de Georges Lautner.
- 1980: Le guignolo (El rey del timo), de Georges Lautner.
- 1981: Le professionnel (El profesional), de Georges Lautner.
- 1982: L'as des as (As de ases), de Gérard Oury.
- 1983: Le marginal (El marginal), de Jacques Deray.
- 1984: Les morfalous (Rufianes y tramposos), de Henri Verneuil.
- 1984: Joyeuses Pâques (Simpático y caradura), de Georges Lautner.
- 1985: Hold-Up (Asalto al banco de Montreal), de Alexandre Arcady.
- 1987: Le solitaire (El solitario), de Jacques Deray.
- 1988: Itinéraire d'un enfant gâté (El imperio del león), de Claude Lelouch.
- 1992: L'inconnu dans la maison (El desconocido de la casa), de Georges Lautner.
- 1995: Les cent et une nuits de Simon Cinéma, de Agnès Varda.
- 1995: Les Misérables (Testigo de excepción), de Claude Lelouch.
- 1996: Désiré, de Bernard Murat.
- 1998: Une chance sur deux (Uno de dos), de Patrice Leconte.
- 1999: Peut-être, de Cédric Klapisch.
- 2000: Les acteurs (Los actores), de Bertrand Blier.
- 2000: Amazone, de Philippe de Broca.
- 2009 : Un homme et son chien (Un hombre y su perro) de Francis Huster

## Trabajos para televisión
- 1959: Les trois mousquetaires, telefilme dirigido por Claude Barma.
- 2001: L'aîné des Ferchaux, telefilme de Bernard Stora, en el que Belmondo interpreta, 38 años después de la adaptación cinematográfica de 1963, el papel que entonces interpretó Charles Vanel, mientras que el papel que él interpretó en aquella ocasión lo interpreta la por aquel entonces joven promesa del cine francés Samy Naceri.

## Premios y nominaciones
Festival Internacional de Cine de Venecia
| Año  | Categoría                          | Resultado |
| ---- | ---------------------------------- | --------- |
| 2016 | León Dorado a toda una trayectoria | Ganador   |

- Premio Brigadier por Kean de Jean-Paul Sartre, Théâtre Marigny, 1987
- César al mejor actor por Itinéraire d'un enfant gâté, Césars, 1989
- Premio Coq de la Communauté française de Belgique spécial. Bruxelles, 2012

## Nominaciones
- BAFTA al mejor actor por Léon Morin, 1963
- BAFTA al mejor actor por Pierrot le fou, 1967

## Homenajes
- Palma de Honor a su trayectoria en el Festival de Cannes 2011
- León de Oro a su carrera durante el Festival de Venecia 2016
- Homenaje de l'Académie des César a su carrera durante la gala de los César 2017.

## Condecoraciones
- Commandeur de la Légion d'honneur (2007)
- Grand officier de la orden nacional du Mérite (2017)
- Commandeur de la orden des Arts et des Lettres (2006)
- Chevalier de la orden de Léopold (Bélgica, 2012)

## Legado
A lo largo de su carrera, se le llamó el homólogo francés de actores como James Dean, Marlon Brando y Humphrey Bogart. Por sus interpretaciones como policía en muchas películas, la Policía Nacional de Francia dijo que "Aunque sólo fuera cine, usted era en cierto modo uno de los nuestros, Mr. Belmondo". A lo largo de su carrera, se le consideró un actor francés influyente y a menudo se le vio como el rostro de la nouvelle vague francesa. Se describió a Belmondo como el "mascarón de proa" de la Nueva Ola Francesa, con sus técnicas de actuación a menudo consideradas como la captura del estilo y la imaginación de Francia en la década de 1960.
Muchos de sus papeles en el cine, especialmente como Michel Poiccard, fueron considerados como "legendarios" y muy influyentes. A pesar de su reticencia a aprender inglés, muchos creen que si hubiera aceptado ofertas de Hollywood, su éxito allí habría sido comparable al de otros actores franceses como Charles Boyer o Maurice Chevalier. En un obituario de The Guardian, aclamaron a Belmondo como una "parte integral de la historia del cine francés, y de la propia Francia". Se le describió como el "epítome de lo cool".
El director de cine estadounidense Quentin Tarantino citó a Belmondo como influencia y lo calificó como "un verbo que representa la vitalidad, el carisma, la fuerza de voluntad, representa lo súper cool". El director inglés Edgar Wright dijo que "el cine nunca volverá a ser tan cool" tras la muerte de Belmondo. Fue descrito como un icono del cine francés y por su influencia en la configuración del cine europeo moderno.